# 葉寧 (政治人物)
葉寧（1967年—）是中華民國政治人物。曾任國家通訊傳播委員會參事、司法院參事、大陸委員會法政處長、國家通訊傳播委員會法務處長，目前為首任數位發展部常務次長。
葉寧為國立台灣大學法律學研究所碩士，先前也擔任過公平交易委員會科長、蒙藏委員會參事等職務，2016年時，新任行政院政務委員唐鳳將他借調到政委辦公室，協助創設「公共數位創新空間小組」，籌劃開放政府聯絡人機制，研擬「開放政府國家行動方案」。